# Новопетровка (Красноярский край)
Новопетровка — деревня в Боготольском районе Красноярского края России. Входит в состав Чайковского сельсовета. Находится примерно в 25 км к северо-северо-востоку (NNE) от районного центра, города Боготол, на высоте 236 метров над уровнем моря.

## Население
| 2010 |
| ---- |
| 50   |

Гендерный состав
По данным Всероссийской переписи населения 2010 года 25 мужчин и 25 женщин из 50 чел.

## Улицы
Уличная сеть деревни состоит из 3 улиц.